# 구단 (요괴)

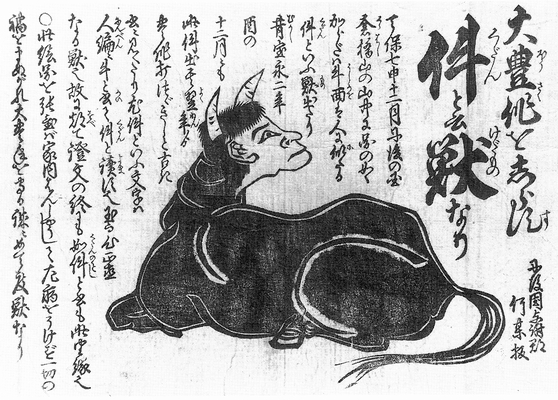
구라하시 산 사건을 묘사한 덴포 7년의 가와라반

구단(일본어: 件, くだん)은 일본에서 예부터 알려져온 괴물로, 사람과 소가 합쳐진 모양새의 요괴이다. 과거에는 소의 몸에 사람의 머리가 얹혀 있었으나, 제2차 세계 대전 이후 사람의 몸에 소의 머리가 얹힌 것으로 바뀌었다.
에도 막부 말기에 가장 널리 퍼진 전승에 따르면, 구단은 소에게서 태어나 사람의 말을 하며, 태어나고 며칠 안 돼 죽음을 맞지만 그 동안에 작물의 풍흉이나 유행병, 한발, 전쟁 등의 중대한 일에 대해 예언하는데, 그 예언은 반드시 실현된다고 한다. 또 구단을 그린 그림은 액을 막고 복을 부르는 부적이 된다고 한다.
다른 전승에서는, 구단이 맞는 예언을 하되 예언 직후 죽는다는 전승도 있다. 또 역사적인 흉사(凶事)의 징조로서 태어나 여러 예언을 하고 흉사가 끝나면 죽는다는 설도 있다. 수컷 구단의 예언은 적중하나 암컷 구단이 그 예언을 피할 방도를 알려준다는 이설도 있다.
에도 시대부터 쇼와까지, 서일본을 중심으로 일본 각지에서 도시전설로서 여러 목격담이 있다.

## 구단노 고토시
서일본에서 전해지는 많은 전승 중에 '구단노 고토시'(일본어: 件の如し)라는 말을 증서의 끝부분에 기록하는데, 이 말은 '구단의 예언이 빗나가지 않고'라는 뜻으로, '거짓이 아니다'라는 뜻의 관용구이다.
민간 어원의 일종으로, 이 관용구는 헤이안 시대에 쓰여진 수필인 《마쿠라노소시》에서도 표현돼 있다.

## 목격 역사
가장 오래된 것으로 추정되는 목격 사례는 1827년(분세 10년) 엣추노쿠니 다치야마에서의 것으로, 이 때는 '구단'이 아닌 '구다베'(くだべ)라고 불리고 있었다. 산나물을 뜯는 사람이 산속에서 자신을 구다베라고 부르는 사람 얼굴의 괴물을 만났다. 구다베는 “지금부터 몇 년간 역병이 돌아 많은 희생자가 나온다. 그러나 내 모습을 베껴 그린 그림을 보면, 그 사람은 난을 피한다.”라고 예언했다. 이것이 유명해져 각지에서 구다베의 그림을 액막이로서 갖고 다니는 것이 유행하게 되었다고 한다.

구단으로서 가장 오래된 목격 사례는 1836년(덴포(天保) 7년)의 날짜가 적힌 가와라반(瓦版)에 보도된 것이다. 여기에는 “덴포 7년의 12월, 단바노쿠니 구라하시 산(倉橋山)에서 소의 몸에 사람의 머리를 가진 괴물 '구단'이 나타났다”라고 적혀 있었다. 또 이 가와라반에는 “호에이 2년(1705년) 12월에도 구단이 나타난 후 풍작이 계속되었다. 이 구단의 그림을 붙여 두면 집안이 번창하고 역병을 피하며 대풍년이 된다. 참으로 경사스러운 짐승이다”라고도 적혀 있다. 또 여기에는 “구단은 정직한 짐승이라 증서의 끝에도 ‘구단이 말한 대로’라고 쓴다”라고도 적혀 있어, 이 설이 덴포 시대 무렵에는 널리 퍼져있었음을 나타낸다.
(이 내용이 보도되었을 무렵에는 대기근이 가장 큰 규모로 퍼지고 있어서 “하다못해 풍작에의 기대를 가졌으면 좋겠다”라는 뜻을 품고 있었던 것으로 보인다.)
에도 막부 말기로 들어가면 구단이 갑자기 나타난다는 설 대신 인간이 기르고 있는 소가 낳는다는 설이 퍼지기 시작했다. 1867년(게이오 3년) 4월 날짜가 적힌 《구단의 사진》(件獣之写真)이라는 제목의 가와라반에 따르면 “이즈모의 시골에서 구단이 태어나 ‘올해부터 대풍작이지만 초가을 무렵부터 역병이 유행한다’라고 예언한 뒤 3일 만에 죽었다”라고 했다. 이 가와라반에는 “이 가와라반을 사 집안에 붙여서 액막이로 썼으면 좋겠다”라며 소의 몸에 사람의 머리를 가진 구단의 그림이 그려져 있어 회화 사료로 귀중히 취급받고 있다.
메이지 시대부터 쇼와 초기까지 구단의 박제라 불리는 것이 구경거리 오두막(일본어: 見世物小屋) 등에서 공개되었다. 고이즈미 야쿠모(小泉八雲)도 자신의 저서 《호키에서 오키까지》(伯耆から隠岐へ)에 구단 구경거리 오두막을 하는 떠돌이 광대에 관한 풍설을 기록했다. 이 기록에 의하면 1892년(메이지 25년) 구경거리 오두막을 하는 떠돌이 광대가 미호노세키 정으로 가는 배에 구단의 박제를 실었다. 그러나 부정을 타 천벌을 받아 그 배는 돌풍을 만나 미호노세키에 상륙하지 못했다고 한다.
쇼와 시대에는 구단의 그림으로 효험을 보는 설은 쇠퇴하고, 전쟁이나 재해에 관한 예언을 하는 면이 특히 강조되었다.
제2차 세계 대전 중에는 전쟁이나 공습에 관해 예언했다는 소문이 많이 유포되었다. 1943년(쇼와 18년)에는 이와쿠니 시의 게다 가게에 구단이 태어나 “내년 4, 5월 경에는 전쟁이 끝난다”라고 예언했다고 한다. 또 1945년(쇼와 20년) 봄쯤 마쓰야마 시 등지에 “고베에 구단이 태어나 ‘내 말을 믿어 3일 내로 팥밥이나 인절미를 먹은 사람은 공습을 면한다’라고 예언한다”라는 소문이 돌고 있었다고 한다.

## 우녀(가칭)
제2차 세계 대전 말기부터 전후 부흥기 중에는 종래의 소의 몸에 사람의 얼굴을 대신해 사람의 몸에 소의 얼굴을 하고 일본옷을 입은 여자에 대한 소문이 돌기 시작했다. 이들을 본 문서에서는 편의상 우녀(일본어: 牛女)라 부른다.
우녀의 전승은 거의 니시노미야시와 가부토산 부근에 집중되어 있다. 예를 들면 공습으로 불타버린 곳에서 우녀가 동물의 시체를 먹어치우고 있었다는 소문이 있었다. 또 아시야 시·니시노미야 시 사이가 공습으로 괴멸됐을 때, 어느 정육점이 불타버린 자리에 우녀가 있었다, 아마 미치광이 등을 가두는 방에 갇혀 있었던 그 집의 딸이었을 것이라고 하는 소문 등이 남아 있다.
소설가 고마츠 사쿄(小松左京)가 이러한 우녀에 관한 소문을 취재해 《구단의 어머니》(くだんのはは)를 썼기 때문에, 우녀도 구단의 일종으로 보는 설도 있다. 하지만 에도 막부 말기의 구단 전승과 비교해 보면
- 구단은 소에게서 태어나지만, 우녀는 사람에게서 태어남
- 구단은 소의 몸에 사람의 얼굴, 우녀는 사람의 몸에 소의 얼굴
- 구단은 사람의 말을 하는 등 지성이 있다고 보이지만, 우녀에게서는 보이지 않음

이상의 차이점이 있기 때문에 구단과 우녀는 구분해야 한다고 보는 주장도 있다.